# Jimmy Claxton
James Edgar Claxton (ur. 14 grudnia 1892, zm. 3 marca 1970) – amerykański baseballista, który występował na pozycji miotacza. Był pierwszym czarnoskórym zawodnikiem w zawodowym baseballu w XX wieku.
Claxton urodził się w 1892 w Wellington, położonym na Wyspie Vancouver. Jego matka – Emma Richards – wywodziła się z rodziny o korzeniach anglo-irlandzkich, ojciec – William Edgar Claxton – zaś miał pochodzenie afroamerykańskie, indiańskie i francuskie. W wieku 13 lat grał w baseball na pozycji łapacza, zaś w 1912 zaczął występować jako miotacz.
Na wiosnę 1916 jego przyjaciel, urodzony w Oklahomie Indianin, zarekomendował Claxtona, przedstawiając jedynie jego indiańskie pochodzenie, sekretarzowi Oakland Oaks Herbowi McFarlinowi. Claxton podpisał kontrakt z tym klubem i 28 maja 1916 wystąpił w obydwu meczach doubleheader przeciwko Los Angeles Angels. Gdy wkrótce dowiedziano się o jego afroamerykańskich korzeniach, 2 czerwca 1916 klub rozwiązał z nim kontrakt. Karierę zawodniczą kontynuował w Negro League Baseball i ligach półzawodowych. W 1969 został uhonorowany członkostwem w Tacoma-Pierce County Sports Hall of Fame.
Był pierwszym czarnoskórym zawodnikiem, którego przedstawiono na karcie baseballowej.